# Zubovskya koreana
Zubovskya koreana är en insektsart som beskrevs av Leo L. Mishchenko 1952. Zubovskya koreana ingår i släktet Zubovskya och familjen gräshoppor. Inga underarter finns listade i Catalogue of Life.